# Raphaël Guilavogui
Raphaël Balla Guilavogui (ur. 26 września 1964 w Woleme) – gwinejski duchowny katolicki, biskup N’Zérékoré od 2008.

## Życiorys

### Prezbiterat
Święcenia kapłańskie przyjął 14 listopada 1993 i został inkardynowany do diecezji N’Zérékoré. Przez osiem lat pracował jako wikariusz parafialny, a następnie podjął studia specjalistyczne na Katolickim Uniwersytecie Afryki Zachodniej oraz na Papieskim Uniwersytecie Urbaniana.

### Episkopat
14 sierpnia 2008 został mianowany przez papieża Benedykta XVI biskupem N’Zérékoré. Sakry biskupiej udzielił mu 13 grudnia 2008 ówczesny sekretarz Kongregacji ds. Ewangelizacji Narodów - abp Robert Sarah.